# Machaerium firmum
Machaerium firmum là một loài thực vật có hoa trong họ Đậu. Loài này được (Vell.) Benth. miêu tả khoa học đầu tiên.